# Кацман, Артур
Артур Кацман (англ. Arthur J. Katzman; 21 сентября 1903, Давид-Городок, Минская губерния — 30 августа 1993, Маунтин-Вью, Калифорния) — американский муниципальный политик. Член Городского совета Нью-Йорка (1962—1991).

## Биография
В 1910 году эмигрировал в США вместе с родителями, поселившись в бруклинском районе Браунсвилл. Окончил Бруклинскую школу права и с 1928 года занимался адвокатской практикой в Нью-Йорке. В 1962 г. был впервые избран в Городской совет Нью-Йорка от района Форест-Хилс (Куинс), выиграв выборы у предыдущего депутата. В дальнейшем Кацман переизбирался на этот пост ещё 8 раз, в последний раз в 1989 году; в том числе был он переизбран и на выборах 1974 года, когда Демократическая партия отказала ему в поддержке и выдвинула другого кандидата. Вышел в отставку в 1991 году.
Кацман принадлежал к либерально-реформистскому крылу Демократической партии; сообщается, в частности, о том, что его избрание поддерживалось активистами нью-йоркского ЛГБТ-движения.
В Городском совете на посту председателя Комитета по деятельности правительственных органов Кацман провёл радикальную реформу городских правил финансирования избирательных кампаний, направленную против коррупции. Эта работа снискала Кацману репутацию «совести городского правительства». В заслугу Кацману ставится также создание в Куинсе небольшого Йеллоустонского муниципального парка, открывшегося в 1968 году.
В последний год депутатской карьеры Кацман возглавлял в Городском совете Комитет по образованию. Его деятельность на этом посту была связана со скандалом, разразившимся после того, как в одном из интервью Кацман заметил, что дети из афроамериканских и латиноамериканских семей не проявляют тяги к обучению (тогда как дети из азиатских семей, напротив, нередко превосходят белых). Несмотря на разъяснения Кацмана о том, что его слова были вырваны из контекста и на самом деле подразумевали необходимость более эффективной работы по вовлечению детей из беднейших слоёв населения в образовательный процесс, реакцией на интервью стали демонстрации протеста.